# Isogona segura
Isogona segura là một loài bướm đêm thuộc họ Erebidae. Nó được tìm thấy ở Arizona.
Sải cánh dài 25–29 mm.